# 殺し屋危機一髪
「殺し屋危機一髪」（ころしやききいっぱつ 英題：The Assassin's Assassin）は、日本のジャズバンド・SOIL&"PIMP"SESSIONSとシンガーソングライターの椎名林檎がSOIL&"PIMP"SESSIONSと椎名林檎名義で2013年6月26日に発売したシングル及び楽曲。

## 概要
SOIL＆"PIMP" SESSIONS。メンバーが揃って10周年となるアニヴァーサリー・イヤー企画の第2弾として、デビュー以来音楽活動を通じて親交を深めてきた椎名林檎をボーカルに迎えてリリースされたシングル。
作詞を椎名林檎、作曲をSOILのタブゾンビ（Tp）と椎名の2人が、編曲を斎藤ネコが担当し、サウンド面ではストリングス、ティンパニー、ハープといったそれまでのSOILには無い楽器を導入した、椎名との音楽性が交じり合う意欲作となっている。カップリングには、インストゥルメンタルナンバー「ピンプパンサー」「Spy High」を収録。
ミュージック・ビデオは児玉裕一が監督を務め、SOILメンバーが扮する個性的な殺し屋6人と椎名演じる謎の女性による豪華客船を舞台とした物語仕立ての作品となっている。YouTubeおよび動画配信サイト「GYAO!」で公開。
2016年度以降、ナジャ・グランディーバ（ドラァグクィーン）がパーソナリティを務めるMBSラジオのナイターオフ夜ワイド番組（2016年度は『スマラジW ナジャとアナの虹色レインボー』、2017年度以降は『MBSヨル隊 ナジャ・グランディーバのレツゴーフライデー』）でテーマ曲として使われている。

## 収録曲
| #         | タイトル           | 作詞      | 作曲                | 編曲                | 時間  |
| --------- | ------------------ | --------- | ------------------- | ------------------- | ----- |
| 1.        | 「殺し屋危機一髪」 | 椎名林檎  | 椎名林檎 タブゾンビ | 斎藤ネコ            | 2:39  |
| 2.        | 「ピンプパンサー」 |           | タブゾンビ          | SOIL&"PIMP"SESSIONS | 4:07  |
| 3.        | 「Spy High」       |           | 社長                | SOIL&"PIMP"SESSIONS | 4:08  |
| 合計時間: | 合計時間:          | 合計時間: | 合計時間:           | 合計時間:           | 10:54 |

## 演奏
殺し屋危機一髪
- SOIL&"PIMP"SESSIONS
  - agitator：社長
  - Trumpet：タブゾンビ
  - axphone：元晴
  - Piano：丈青
  - Bass：秋田ゴールドマン
  - Drums：みどりん
- Vocals：椎名林檎
- Conductor：斎藤ネコ
- Concertmaster：グレート栄田
- Violin：滝沢幸二郎、小倉達夫、村田幸謙、矢野晴子、角田知寿子、栄田緑、浜野考史、越川歩、山本大将
- Viola：河野理恵子、高嶋麻由
- Cello：笠原あやの、前田喜彦
- Harp：朝川朋之
- Timpani：高田みどり